# Messiah
Messiah (с англ. — «Мессия») — видеоигра, шутер от третьего лица с научно-фантастическим сюжетом, в котором извечное противостояние Сил Добра и Сил Зла, борьба Тёмной и Светлой сторон бытия предстаёт в новом, неожиданном ракурсе.
Игровой процесс «Мессии» основан на идее «вселения в тела противников». Игроку предстоит вжиться в роль небольшого ангела, посланника божественных сил: не обладая сколько-нибудь серьёзными силами, это хрупкое существо способно внедриться в тело любого противника, получив доступ ко всем ресурсам, всей боевой мощи последнего.
Технологической основой «Мессии» стал движок, использующий в работе преимущества технологии T&L.
Примечателен саундтрек к игре, написанный группой Fear Factory и Jesper Kyd.

## Сюжет
Главный герой игры — ангел Боб, посланный на Землю, чтобы помешать демонам захватить на ней власть. По сюжету игры в будущем планетой управляют так называемые Отцы, главным из которых является Отец Прайм. Отцы решили заключить сделку с силами Ада, пустив на Землю демонов. Чтобы предотвратить последствия сделки и наказать виновных Небеса посылают на Землю посланника — ангелочка-младенца в памперсах, который вершит правосудие.
| Сводный рейтинг       | Сводный рейтинг |
| Агрегатор             | Оценка          |
| --------------------- | --------------- |
| GameRankings          | 74,46 %         |
| Русскоязычные издания |                 |
| Издание               | Оценка          |
| Absolute Games        | 80/100          |

## Игровой процесс
Основная идея игры — переселение в чужое тело. Боб — беззащитное существо, неспособное самостоятельно выжить в агрессивном мире. Большинство обитателей игрового мира настроены к милому главному герою явно отрицательно, а запас жизней у ангелочка невелик. Чтобы выжить, необходимо действовать скрытно, и большая часть игры проходится в режиме стелс-экшена. Боевая система игры составлена из приемов ближнего боя — удары ногами, руками и оружием, а также применением арсенала огнестрельного оружия различной эффективности. В игре есть автоматы, дробовик, ракетница, гранатомет, а также различное футуристическое оружие: иглострел, энергетическое оружие. В один момент времени герой может нести только одну единицу оружия и комплект гранат. Весь арсенал доступен для любого персонажа, в которого вселяется главный герой, но если охрана увидит рабочего или учёного с ракетницей в руках, то откроет огонь. Есть различие в доступе в разные локации разным персонажам, а также различия в их физических способностях и количестве брони и здоровья. На протяжении игры герою будут встречаться различные головоломки, связанные с переселением в чужое тело, включением или отключением устройств, прохождением по вентиляции.